# Petr Švácha
Petr Švácha (* 28. ledna 1942 Plzeň) je český básník, novinář a redaktor.

## Životopis

### Studium a zaměstnání
V letech 1960–1965 studoval na Pedagogické fakultě v Plzni, další vzdělání si rozšířil v letech 1968–1972 prostřednictvím postgraduálního studia na Fakultě sociálních věd a publicistiky Univerzity Karlovy v Praze, obor nakladatelská specializace.
Vystřídal řadu profesí, začínal jako učitel na základní škole v Chebu, v letech 1969–1971 byl redaktorem ve Večerní Plzni. Z politických důvodů nemohl být zaměstnán ve svém oboru, proto po několik let pracoval jako řidič trolejbusu u Dopravních podniků města Plzně. V roce 1975 získal místo odborného redaktora v ČSD, provozní oddíl Plzeň. Následovala ještě řada působišť, povětšinou v redakcích odborných časopisů zaměřených na dopravu a logistiku.
V roce 1976 se přestěhoval z rodné Plzně do Kladna, kde žije doposud. Naposledy veřejně vystoupil 16. května 2024 v Knihovně města Plzně v literárním pořadu, který měl název Posedlý veršem.

## Literární dílo
Od roku 1962, ještě v době studia na Pedagogické fakultě v Plzni, mu začaly vycházet první básně a povídky v novinách a časopisech (Pravda, Květy, Červený květ, Host do domu). Stal se také jedním z členů západočeské literární skupiny Červen 63, jejímž zakladatelem byl básník Josef Hrubý. Příležitostně spolupracoval s Československým rozhlasem. V roce 1970 ještě stačila vyjít jeho prvotina, sbírka Horké flétny, ovšem s nastupující normalizací ztratil možnost knižně publikovat a přišel o práci redaktora v novinách. K psaní poezie se vrátil po dlouhé odmlce, v roce 2006 mu vyšla sbírka Docela pozdní inventura duše a po ní následovala řada dalších.
Jako redaktor publikoval v řadě novin a časopisů: Večerní Plzeň, Pravda, Stavbař, Škodovák – Pochodeň, Západočeský železničář, Železničář, Slunovrat, Sondy, 150 Hoří, Nová Pravda, Logistika a další.
Za tři své sbírky obdržel Čestné uznání Ceny Bohumila Polana. Je členem Západočeského střediska spisovatelů, příležitostně přispívá do literárních periodik, především do časopisu PLŽ (Plzeňský literární život).

### Básnické sbírky
- Horké flétny. 1. vyd. Plzeň: Západočeské nakladatelství, 1970. Edice Start. Ilustrace Jaroslav Bocker. 64 stran.
- Docela pozdní inventura duše. 1. vyd. Soukromý tisk. Vydala B. Š., Kladno, 2006. 108 stran.
- Tažní ptáci. V Praze: Dauphin, 2008. 67 stran. Družstevní práce. Poezie; 7. ISBN 978-80-7272-131-3.
- Házení houslovými klíči. V Tribunu EU vyd. 1. Brno: Tribun EU, 2008. 111 stran. Knihovnicka.cz. ISBN 978-80-7399-500-3.
- Předvolání. V Tribunu EU vyd. 1. Brno: Tribun EU, 2009. 61 stran. Knihovnicka.cz. ISBN 978-80-7399-771-7.
- Vypřahám básně. Plzeň: Pro libris, 2010. 42 s. Ulita; sv. 22. ISBN 978-80-86446-48-6.
- Spolu. 1. vyd. České Budějovice: Nová Forma, 2011. 60 stran. ISBN 978-80-7453-152-1.
- Na návětrné straně pelyňku. 1. vyd. České Budějovice: Nová Forma, 2012. 75 s. ISBN 978-80-7453-186-6.
- Že se mýlím. 1. vyd. České Budějovice: Nová Forma, 2013. 58 stran. ISBN 978-80-7453-305-1.
- Svlékání času. 1. vyd. Nová Forma, Týn nad Vltavou, 2014, 84 stran. Obálka a ilustrace Jiří Staněk. Doslov Martin Šíp. ISBN 978-80-7453-438-6.
- Vrásky. 1. vyd. Týn nad Vltavou: Nová Forma, 2014. 67 stran. ISBN 978-80-7453-491-1.
- Po lásce nožem: (dovětky k dějepravě). Plzeň: Pro libris, 2015. 49 stran. Ulita; svazek 40. ISBN 978-80-86446-81-3.
- Prázdniny v hadí kůži: (úryvky z deníku). 1. vyd. Týn nad Vltavou: Nová Forma, 2016. Doslov Josef Hrubý. 76 stran. ISBN 978-80-7453-662-5.
- Mimoběžky: (výňatky z korespondence). 1. vyd. Týn nad Vltavou: Nová Forma, 2017. Doslov Karla Erbová. 61 stran. ISBN 978-80-7453-796-7.
- Ještě jednou. 1. vyd. Týn nad Vltavou: Nová Forma, 2017. Doslov Petr Götz. 78 stran. ISBN 978-80-7453-842-1.
- Hořké nevinnosti. 1. vyd. Týn nad Vltavou: Nová Forma, 2018. Doslov Karla Erbová. 90 stran. ISBN 978-80-7453-926-8.
- S Einsteinem na hřadě. 1. vyd. Týn nad Vltavou: Nová Forma, 2018. Doslov Petr Götz. 71 stran. ISBN 978-80-7453-987-9.
- V zahradě času. Plzeň: Pro libris, z.s. ve spolupráci s Knihovnou města Plzně, p.o., 2018. 47 stran. Ulita; svazek 56. ISBN 978-80-88282-04-4.
- Klásky. Týn nad Vltavou: Nová Forma, 2019. Doslov Petr Götz. 109 stran. ISBN 978-80-7612-122-5.
- Plameny. 1. vyd. Týn nad Vltavou: Nová Forma, 2020. 103 stran. ISBN 978-80-7612-232-1.
- Otisky deště. 1. vyd. Plzeň: Miloslav Krist - ArtKrist, 2021. Ilustrace Eva Hubatová. 61 stran. ISBN 978-80-88357-15-5.
- Posedlý veršem: (výbor z básní 1970-2021). První vydání. České Budějovice: Nová Forma, 2021. 107 stran. ISBN 978-80-7612-411-0.
- Poryvy léta. 1. vyd. Miloslav Krist – ArtKrist, Plzeň, 2022, 72 stran. Ilustrace Eva Hubatová. ISBN 978-80-88357-20-9
- Zátiší se stolem a knihou. 1. vyd. Pro libris, Plzeň 2022, 48 stran. Obálka, frontispice a ilustrace Terezie Falátová. Doslov Vladimír Novotný. ISBN 978-80-88282-20-4
- Přijď bílá anebo zelená. 1. vyd. Plzeň: Miloslav Krist - ArtKrist, 2022. Ilustrace Eva Hubatová. 46 stran. ISBN 978-80-88357-24-7.
- V sousedství Eridanu. 1. vyd. Plzeň: Miloslav Krist - ArtKrist, 2023. 59 stran. ISBN 978-80-88357-38-4.
- Proutky. 1. vyd. Praha: Brána do Brd, 2025. Fotografie Vojtěch Kemenny. 65 stran. ISBN 978-80-908577-0-4.
- Zátiší s modrými jablky. 1. vyd. Plzeň: Miloslav Krist - ArtKrist, 2025. Ilustrace Eva Hubatová. 65 stran. ISBN 978-80-88357-58-2.

### Zastoupení ve sbornících (výběr)
- Vondrysková, Jiřina. Sluneční cesty. Plzeň: Městský osvětový dům, 1965. 26 volných listů.
- Pramen : Literatura, umění, život. Západočeské nakladatelství, Plzeň, 1966. 148 stran.
- Vizitkář západočeských spisovatelů a výtvarníků. Vyd. 1. Plzeň: v Pro libris vydala Knihovna města Plzně ve spolupráci s Galerií města Plzně ... [et al.], 2014. 389 stran.
- Stibor, Vladimír a kol. Delty domovů: almanach české poezie 2019. První vydání. V Hradci Králové: Milan Hodek - Paper Jam, 2019. 137 stran. ISBN 978-80-87688-92-2.
- Žena? Žena! : sborník příspěvků Střediska západočeských spisovatelů v Plzni. Plzeň: Nava, 2020. 221 stran. ISBN 978-80-7211-586-0.

## Ocenění
- Čestné uznání Ceny Bohumila Polana za rok 2010 za sbírku Vypřahám básně
- Čestné uznání Ceny Bohumila Polana za rok 2014 za sbírku Vrásky[4]
- Čestné uznání Ceny Bohumila Polana za rok 2024 za sbírku V sousedství Eridanu[5]